# Torre Picasso

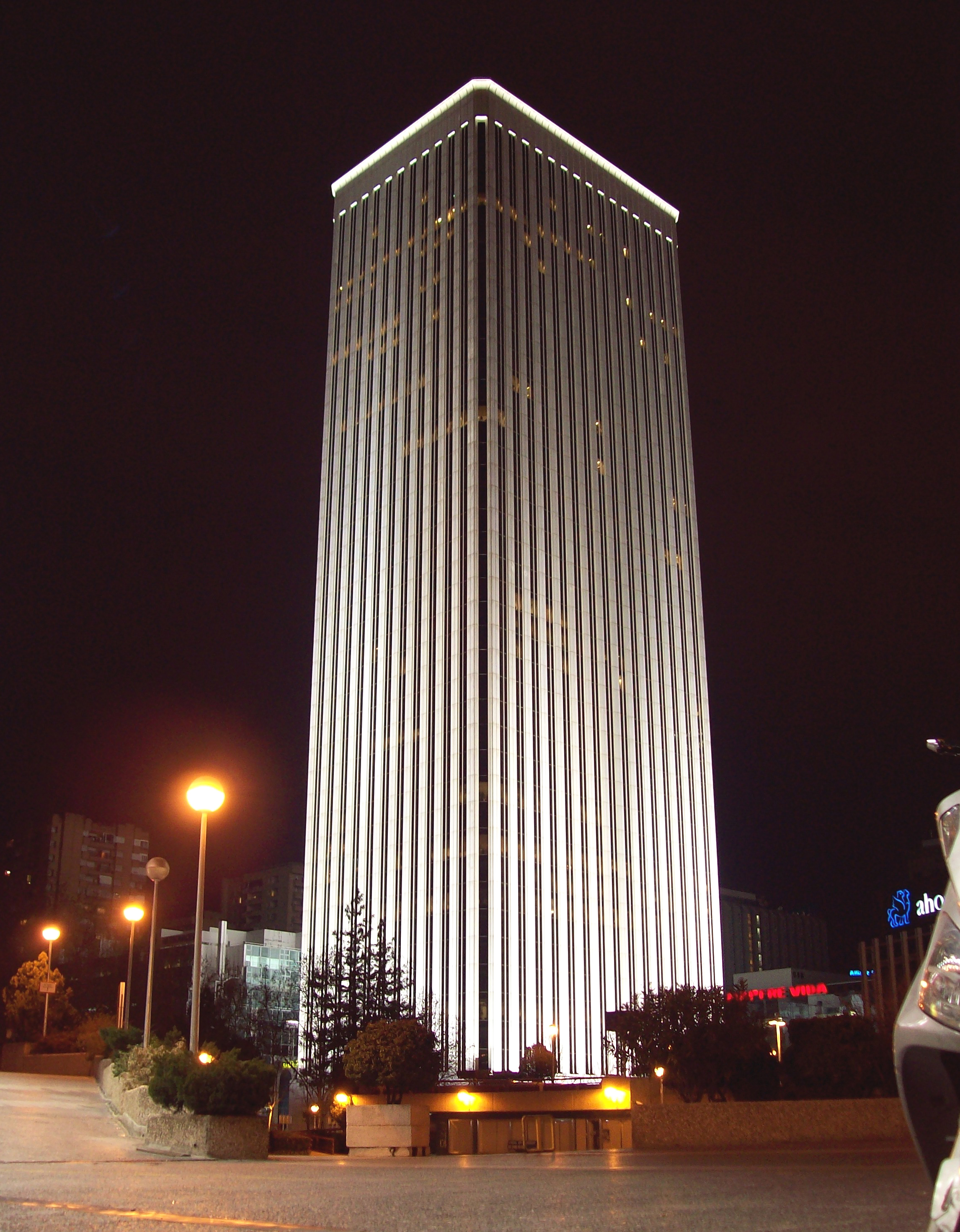
Vista nocturna.

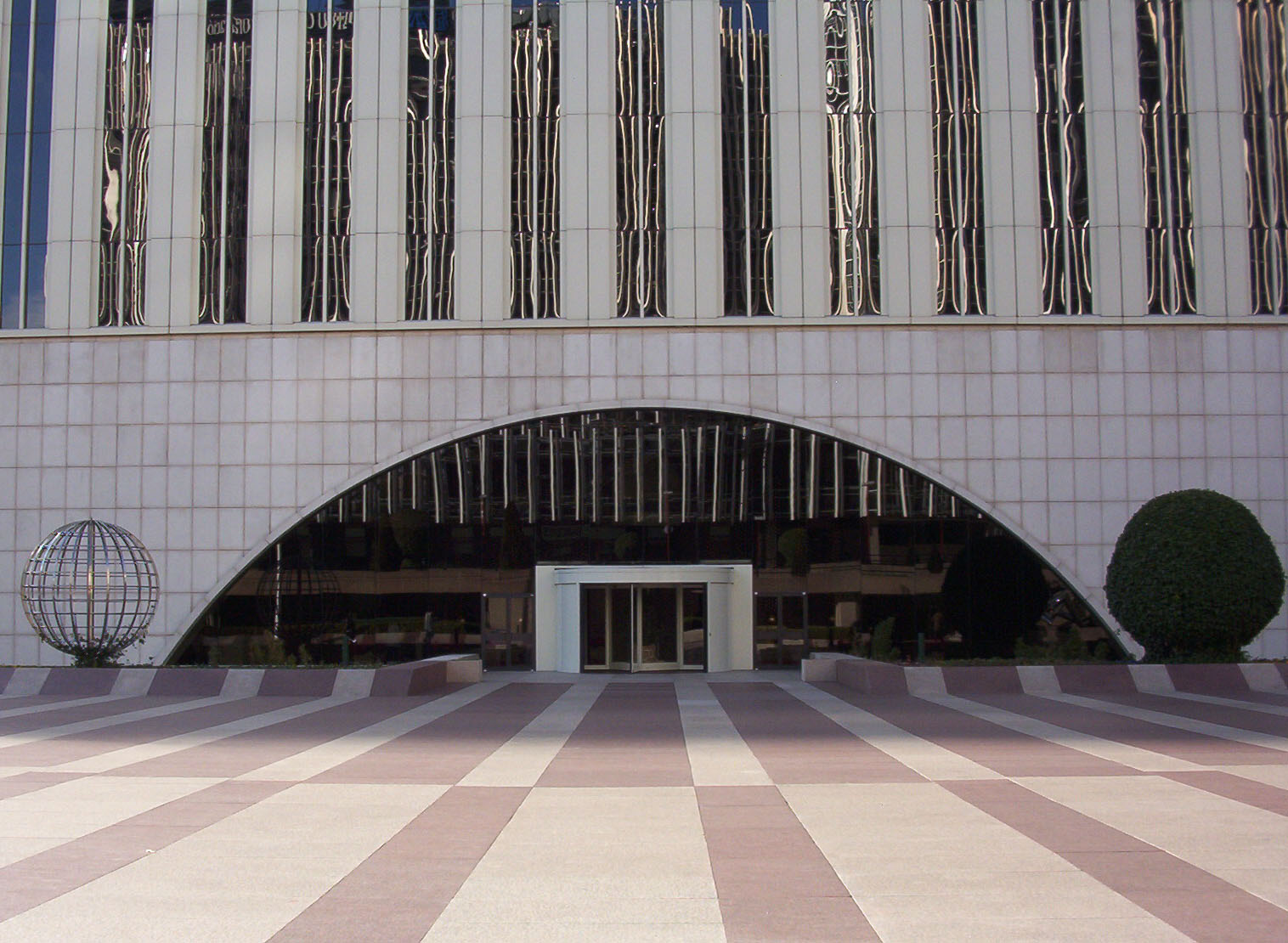
Arco de entrada al edificio.

La Torre Picasso es un rascacielos situado en Madrid, España, en la plaza de Pablo Ruiz Picasso, dentro del complejo empresarial y comercial AZCA, ubicado junto al paseo de la Castellana en el corazón financiero de la capital española. En su momento, con sus 43 plantas y 157 metros de altura, fue el rascacielos más alto de Madrid y de España. 
Fue proyectada por el arquitecto estadounidense de origen japonés Minoru Yamasaki (quien también proyectó el desaparecido World Trade Center de la ciudad de Nueva York, de ahí su parecido), en colaboración, para la adaptación normativa, con el equipo español dirigido por Jordi Mir Valls y Rafael Coll Pujol. Los trabajos de dirección de obra y proyecto definitivo fueron realizados por el estudio de Genaro Alas y Pedro Casariego Hernández-Vaquero, siendo el primero de ellos el responsable de la obra. Contó con la colaboración del ingeniero Fernando Cid García. En diciembre de 2011 fue adquirida a FCC por Pontegadea Inmobiliaria (del empresario Amancio Ortega, fundador de Zara) por 400 millones de euros.
Es la sede de empresas como Google o Deloitte, entre otras.

## Historia
La torre fue proyectada en el año 1974, por encargo del grupo Explosivos Río Tinto (ERT), que poseía los terrenos de la parcela sobre los que se iba a levantar el edificio. Su construcción no se inició hasta enero de 1980, si bien sufrió varios contratiempos durante los siguientes años. En 1984 los trabajos se detuvieron debido a los problemas financieros que por aquellas fechas atravesaba Explosivos Río Tinto. Finalmente, la Torre Picasso fue inaugurada en enero de 1989. Desde entonces ha sido el edificio más alto de Madrid, superando a la Torre de Madrid; pero lo dejó de ser durante la construcción de las cuatro torres del CTBA. Fue asimismo el más alto de España hasta que lo sobrepasó el Gran Hotel Bali de Benidorm (Alicante).

## Características
Una característica notable de la Torre Picasso es su amplio arco de entrada, que soporta toda la fachada por encima del mismo, contando con una estructura subterránea de acero como refuerzo. El hueco bajo este arco está cubierto mediante un tipo especial de cristal de seguridad llamado STADIP (el mismo usado en la Torre Agbar de Barcelona).
La Torre Picasso es un calco de la Torre Rainier, en Seattle, EE. UU., también diseñada por Minoru Yamasaki. En el caso del edificio estadounidense este posee un fuste sobre el que se eleva el resto del cuerpo de la torre, que posee las mismas líneas esbeltas y acabados blancos que la torre madrileña, construida 11 años más tarde.
La distribución interna de las plantas generales es completamente diáfana, y en su parte central está situado el bloque de los 18 ascensores, 4 escaleras, cuartos técnicos, baños y un espacio de 120 m² destinado a una chimenea de subida de los gases procedentes de la red de ventilación de los viales subterráneos de AZCA. Así mismo, en la cubierta, la planta 44, se encuentran las torres de refrigeración y distribución del sistema hidráulico del aire acondicionado. En la planta 45 está la maquinaria de uno de los bloques de ascensores cuyo forjado superior tiene uso de helipuerto. En el sótano 1.º se encuentra una zona comercial, así como aparcamiento. Los sótanos 2.º, 3.º y 4.º solamente tienen uso de aparcamiento. En estos sótanos se distribuyen también la salas técnicas para maquinaria de la torre. El sótano 5.º esta destinado a galerías de servicios. La planta es rectangular y mide 38 por 50 metros. La cara oeste, no obstante, presenta un añadido para albergar dos pares de escaleras adicionales y un hueco para conductos y cableado. La superficie total del inmueble es de 121 000 m², de los que se dedican 71 700 m² a oficinas.
En total hay 18 ascensores para acceder a las plantas, 3 para el aparcamiento, dos para comunicar los sótanos y uno panorámico para minusválidos que comunica el nivel +1 con la planta baja. Los 18 ascensores están divididos en tres grupos de seis: el primer grupo lleva a las plantas 1 a 18 a una velocidad de 2,5 m/s, el segundo lleva a las plantas 18 a 32 a una velocidad de 4 m/s y el último grupo a las plantas 32 a 43 a una velocidad de 6 m/s (el más rápido de España). Además, los ascensores tienen doble cabina: el ascensor superior se usa para el transporte de pasajeros y el inferior como montacargas.  Tiene 837 plazas de aparcamiento, y en un día normal trabajan unas 6000 personas más unas visitas diarias de 1500 personas.

## Propiedad
En diciembre de 2011, la constructora FCC vendió su sede de Torre Picasso a Pontegadea, la sociedad inmobiliaria de Amancio Ortega, fundador y principal accionista de Inditex (Zara), por 400 millones de euros.

## Amenazas
La banda terrorista ETA confesó en 2002 que derribar este rascacielos era el destino que habían planeado para los 1700 kg de explosivos cargados en dos furgonetas bomba que conducían a Madrid, interceptadas a finales de 1999 cerca de Calatayud (Zaragoza) por la Guardia Civil (la primera en ruta el 21 de diciembre y la segunda al día siguiente abandonada no lejos de allí), suceso conocido como la «caravana de la muerte».

## Sogecable
Entre los años 1990-2002, fue sede de la filial del Grupo Prisa, Sogecable, que sirvió de redacción y plató para los informativos de Canal+ y CNN+, entre otros.

## En la cultura popular
La Torre Picasso sirvió de escenario para la película española Abre los ojos (1997) del director Alejandro Amenábar.
El edificio es también protagonista de la canción La Torre Picasso del grupo Arde Bogotá, que fue lanzada como single en septiembre de 2024.
| Predecesor: Torre de Madrid | Edificio más alto de Madrid 1988-2007 | Sucesor: Torre Espacio   |
| Predecesor: Torre de Madrid | Edificio más alto de España 1988-2002 | Sucesor: Gran Hotel Bali |